# Мужская сборная СССР по волейболу
Мужская национальная сборная СССР по волейболу — мужская волейбольная сборная, представлявшая Советский Союз на международных волейбольных соревнованиях. Управляющей организацией сборной выступала Федерация волейбола СССР. Официально сборная просуществовала с 1949 по 1991 годы, а также в 1992 в качестве объединённой команды СНГ на Олимпийских играх и турнире мировой лиги. На протяжении 43 лет своего существования являлась одной из сильнейших мужских национальных волейбольных сборных мира. Приняла участие в 7 Олимпиадах (3 победы), 12 чемпионатах мира (6 побед), 7 розыгрышах Кубка мира (4 победы), 3 розыгрышах мировой лиги, 16 чемпионатах Европы (12 побед).

## История

### 1940-е — 1950-е

Сборная СССР - чемпион мира 1949

Григорий Берлянд

10 сентября 1949 года на I чемпионате мира в столице Чехословакии Праге мужская волейбольная сборная СССР дебютировала на официальной международной арене. Первый свой матч она выиграла у сборной Бельгии со счётом 3:0. Вслед за этим были обыграны и остальные участники мирового первенства. Таким образом, первый официальный турнир в рамках ФИВБ закончился убедительной победой советских волейболистов. Основу сборной составили спортсмены, выступавшие за команды-призёры чемпионата СССР 1948 года — Владимир Васильчиков, Валентин Китаев, Владимир Щагин, Алексей Якушев (все — «Динамо» Москва), Порфирий Воронин, Николай Михеев, Владимир Ульянов, Анатолий Эйнгорн (все — ДО Ленинград), Константин Рева, Владимир Саввин (оба — ЦДКА), а также Сергей Нефёдов из московского «Локомотива» и Михаил Пименов из киевского «Спартака». Возглавлял первых чемпионов мира наставник ЦДКА Григорий Берлянд.

Сборная СССР - чемпион мира 1949

 В трёх последующих соревнованиях (чемпионаты Европы 1950 и 1951 и чемпионат мира 1952) мужская волейбольная сборная СССР также добилась уверенных побед, не проиграв по ходу этих турниров не только ни одного матча, но и ни одного сета. Этих успехов наши спортсмены добились под руководством Анатолия Чинилина. Во всех официальных соревнованиях 1949—1952 годов за сборную выступали К.Рева, В.Щагин, А.Якушев, В.Ульянов, П.Воронин, М.Пименов и С.Нефёдов, ставшие двукратными чемпионами мира и Европы.
 
На чемпионат Европы 1955 в Бухарест советская волейбольная дружина отправилась с новым старшим тренером, которым стал чемпион мира 1949 Анатолий Эйнгорн, и в значительно обновлённом составе. Никого из указанной выше великолепной шестёрки в сборной уже не было. Лишь двое имели опыт участия в предыдущем мировом первенстве. По ходу турнира советские волейболисты потерпели три поражения и заняли лишь 4-е место. Не менее серьёзным изменениям подвергся состав команды и на чемпионате мира 1956 года, прошедшем в Париже. Сразу 7 спортсменов дебютировали в официальных соревнованиях. Результатом стало то, что титул чемпионов мира перешёл к новому владельцу — волейболистам Чехословакии, так же как и звание сильнейшей команды Европы годом ранее. А наша команда стала бронзовым призёром.
Чемпионат Европы 1958 года прошёл в столице Чехословакии Праге. На нём сборная СССР, как и годом ранее на мировом первенстве, завоевала бронзовые медали. «Золото» же досталось хозяевам турнира, выигравшим уже третий чемпионский титул подряд, включая чемпионат мира 1956.

### 1960-е
Очередной чемпионат мира прошёл в 1960 году в Бразилии. Первенство завершилось блестящей победой советской сборной, завершившей в свою пользу все 10 проведённых матчей. В двух последних встречах волейболисты СССР уверенно переиграли чемпионов мира и Европы сборную Чехословакии 3:0 и хозяев турнира сборную Бразилии 3:1. Титул сильнейшей команды мира советская команда возвратила себе под руководством выдающегося игрока и тренера Гиви Ахвледиани. Основу сборной составляли волейболисты ЦСКА — Г.Мондзолевский, Н.Буробин, Н.Фасахов, Ю.Чесноков, В.Коваленко, Е.Яковлев. Кроме них, чемпионами мира стали Г.Гайковой (СКА Ленинград), Э.Либинь (СКА Рига), Юрий Арошидзе («Спартак» Ленинград), Иван Бугаенков (СКИФ Рига), В.Герасимов («Локомотив» Москва) и Юрий Поярков («Буревестник» Харьков).
Через два года мировое первенство прошло в СССР и вновь закончилось убедительной победой советской сборной. 11 матчей провели наши волейболисты в этом турнире и вновь, как и два года назад, не потерпели ни одного поражения. А вот титул чемпионов Европы в следующем, 1963-м, году сборная СССР вернуть себе не сумела, заняв на проходившем в Румынии континентальном первенстве только 3-е место.

Сборная СССР - чемпион Олимпиады 1964

1964 год был ознаменован олимпийским дебютом волейбола на Играх XVIII Олимпиады в Токио. Сборная СССР под руководством Юрия Клещёва, победив в восьми поединках и уступив лишь раз (японцам) завоевала золотые олимпийские медали. Первыми олимпийскими чемпионами по волейболу стали московские армейцы Н.Буробин, Г.Мондзолевский, Ю.Чесноков, В.Коваленко, волейболисты рижского «Радиотехника» И.Бугаенков и С.Люгайло, харьковского «Буревестника» Ю.Поярков и Ю.Венгеровский, московского «Буревестника» Д.Воскобойников, их одесский одноклубник Э.Сибиряков, ростовский армеец В.Калачихин и волейболист тбилисского «Буревестника» В.Качарава.
В сентябре 1965 года в Польше прошёл первый розыгрыш Кубка мира среди мужских волейбольных сборных. Несмотря на заметные изменения в составе советской национальной команды (5 новичков), именно волейбольная дружина СССР стала обладателем нового почётного трофея.

Олимпиада-1968. Матч СССР - Япония

После поражения на чемпионате мира 1966 года (3-е место) и победы в европейском первенстве 1967 на олимпийском турнире 1968 года в Мехико сборная СССР добилась уверенной победы, не оставив шансов своим соперникам. Все 9 матчей завершились в пользу советской команды. Возглавлял нашу дружину Юрий Клещёв, как и четырьмя годами ранее. Двукратными олимпийскими чемпионами стали Георгий Мондзолевский, Иван Бугаенков, Юрий Поярков и Эдуард Сибиряков. В галерею «олимпиоников» вошли В.Кравченко, Е.Лапинский, В.Михальчук, В.Иванов, В.Беляев, О.Антропов, Б.Терещук и В.Матушевас.

### 1970-е
После поражения на Кубке мира 1969 в сборной СССР произошла смена руководящего состава. На пост наставника национальной команды был назначен один из самых выдающихся советских волейболистов, капитан золотой олимпийской сборной 1964 года Юрий Чесноков, кроме того возглавлявший чемпиона СССР команду ЦСКА. На чемпионат мира 1970 в Болгарию он повёз кардинально обновлённую сборную. Место многих именитых ветеранов заняли молодые волейболисты, преимущественно московские армейцы. Результат оказался плачевным — лишь 6-е место. Но эта неудача не обескуражила руководство сборной и через год советская команда досрочно завоевала «золото» на европейском первенстве.
На Олимпиаду-1972 в немецкий Мюнхен сборная СССР ехала в ранге одного из фаворитов турнира, но проигрыш в полуфинале от чемпионов мира волейболистов ГДР 1:3 перечеркнул золотые надежды. Итог — 3-е место. Через два года на чемпионате мира 1974 в Мексике единственное поражение от сборной Польши оставило советскую команду на второй ступени пьедестала почёта. Аналогичная картина повторилась и на олимпийском волейбольном турнире 1976 в Монреале. Упорнейшая битва в финале с теми же поляками закончилась со счётом 2:3 не в нашу пользу.
На чемпионат Европы 1977 года сборную СССР повёз уже новый старший тренер, которым стал легендарный Вячеслав Платонов. Тем самым, как впоследствии оказалось, был открыт самый длительный период непрерывных побед в официальных соревнованиях советской национальной мужской волейбольной команды, продлившийся до декабря 1985 года.

Вячеслав Платонов

К концу десятилетия сборная под руководством Платонова победила на чемпионатах Европы 1977 и 1979, в розыгрыше Кубка мира 1977 и, наконец, вернула себе звание чемпионов на мировом первенстве 1978 года в Италии.

### 1980-е
Непрерывная цепь побед мужской сборной СССР под руководством Платонова продолжилась и с началом 1980-х годов.

Сборная СССР — чемпион московской Олимпиады 1980

На уровне мужского Олимпийского волейбольного турнира 1980 нисколько не сказалась попытка бойкота московской Олимпиады. Практически все сильнейшие сборные мира собрались в июле 1980 года в столице Советского Союза. Тем ценней оказалась победа, одержанная сборной СССР в этом турнире. В шести матчах наша команда отдала соперникам лишь два сета. Олимпийскими чемпионами стали Вячеслав Зайцев, Владимир Дорохов, Александр Ермилов (все — «Автомобилист» Ленинград), Владимир Кондра, Вильяр Лоор, Александр Савин, Олег Молибога (все — ЦСКА), Валерий Кривов, Фёдор Лащёнов (оба — «Звезда» Ворошиловград), Владимир Чернышёв (МВТУ Москва), Павел Селиванов («Радиотехник» Рига) и Юрий Панченко («Локомотив» Киев). Практически все эти игроки (кроме Панченко) двумя годами ранее стали победителями мирового первенства.
В дальнейшем блестящая советская сборная уверенно побеждала на Кубке мира 1981, чемпионате мира 1982 (девять побед в девяти матчах и лишь два проигранных сета), чемпионате Европы 1983, турнире «Дружба»-84 (альтернатива олимпийскому турниру), чемпионате Европы 1985. Победная серия прервалась в конце 1985 года вторым местом на Кубке мира.

Президент ФИВБ Поль Либо вручает капитану сборной СССР Вячеславу Зайцеву кубок чемпионов мира. 1982

Всего же за период с октября 1977 по октябрь 1985 года мужская волейбольная сборная СССР выиграла все 10 официальных международных турниров, в которых принимала участие. Следует отметить, что начиная с 1978 наша команда не проиграла в этих соревнованиях ни одного матча!
После завершения Кубка мира 1985 Вячеслав Платонов уходит в отставку с поста наставника сборной. Новым старшим тренером национальной команды был назначен тренер рижского «Радиотехника» Геннадий Паршин. Его дебютным официальным турниром стал очередной чемпионат мира, прошедший в сентябре-октябре 1986 года во Франции. На нём сборная СССР уверенно дошла до финала, где уступила сборной США 1:3, завоевав тем самым серебряные медали. Через два года на олимпийском турнире в Сеуле ситуация повторилась — вновь финал СССР — США и вновь победа американцев с тем же счётом 3:1. Противостояние этих двух великих волейбольных команд несомненно украшало все крупнейшие международные турниры 2-й половины 1980-х годов. Следует также вспомнить финальный матч мужского волейбольного турнира Игр Доброй Воли 1986 года в Москве, который закончился за полночь и принёс успех советской сборной 3:2.
Победа на европейском первенстве 1987 в Бельгии оказалась последней для советской команды в период конца 1980-х. Большинство выдающихся ветеранов сборной времён Платонова стали покидать национальную команду. Сборная СССР вступила в период обновления. За короткое время в составе появилось сразу 14 новичков. Всё это не могло не отразиться на результатах. На чемпионате Европы 1989 в Швеции сборная СССР в полуфинале неожиданно уступила скромной команде хозяев первенства и в итоге осталась вовсе без медалей. И хотя на последующем розыгрыше Кубка мира 1989 наша команда сумела завоевать «бронзу», победив при этом американцев, старший тренер Паршин был отправлен в отставку. На пост наставника сборной СССР вновь назначен Вячеслав Платонов.

### 1990-е
В начале 1990-х Платонову удалось на время возродить победные традиции советского волейбола. На первом после возвращения выдающегося тренера крупном турнире — чемпионате мира 1990 в Бразилии — сборной СССР победить не удалось. В полуфинале наша команда проиграла обладателям Кубка мира кубинцам 1:3, но в матче за «бронзу» выиграла у хозяев первенства 3:0. Но затем советская сборная уверенно разобралась со всеми соперниками на чемпионате Европы 1991, проиграв за весь турнир всего одну партию. В последовавшем через два месяца очередном розыгрыше Кубка мира наши волейболисты вновь уверенно завоевали первенство.
Юридически последним матчем мужской волейбольной сборной СССР в официальных соревнованиях была заключительная игра розыгрыша Кубка мира, прошедшая 1 декабря 1991 года в столице Японии Токио. Поединок со сборной Южной Кореи советская команда выиграла 3:0, заняв в итоге 1-е место.
Фактически заключительными официальными турнирами советской сборной, в качестве уже объединённой команды СНГ, были олимпийский волейбольный турнир 1992 года в Барселоне (Испания) и Мировая лига 1992. 11 из 15 волейболистов этой команды, представляли Россию, трое — Украину и двое — Латвию. В обоих турнирах объединённая команда выступила крайне неудачно, заняв лишь 7-е место на Олимпиаде и 6-е в Мировой лиге. Проиграв в 3-м розыгрыше Мировой лиги 2 сентября 1992 года сборной Кубы 1:3, объединённая команда (фактически сборная СССР) на этой минорной ноте прекратила своё существование. Историю отечественного волейбола продолжает мужская сборная России.

## Результаты выступлений
Всего на счету мужской сборной СССР по волейболу 387 официальных матчей, проведённых в период с 1949 по 1992 годы под эгидой Международной федерации волейбола и Европейской конфедерации волейбола в рамках Олимпийских игр, чемпионатов мира, розыгрышей Кубка мира, Мировой лиги и чемпионатов Европы. Из них выиграно 319, проиграно 68. Соотношение партий 1041:336.
Подробнее обо всех матчах смотри Мужская сборная СССР по волейболу (матчи).

### Олимпийские игры
| Год   | Игры | Выигрыши | Поражения | С/П    | Место |
| ----- | ---- | -------- | --------- | ------ | ----- |
| 1964  | 9    | 8        | 1         | 25:5   | 1-е   |
| 1968  | 9    | 8        | 1         | 26:8   | 1-е   |
| 1972  | 7    | 6        | 1         | 19:6   | 3-е   |
| 1976  | 5    | 4        | 1         | 14:3   | 2-е   |
| 1980  | 6    | 6        | 0         | 18:2   | 1-е   |
| 1988  | 7    | 5        | 2         | 18:7   | 2-е   |
| 1992  | 8    | 4        | 4         | 17:15  | 7-е   |
| Всего | 51   | 41       | 10        | 137:46 |       |

### Чемпионаты мира
| Год   | Игры | Выигрыши | Поражения | С/П    | Место |
| ----- | ---- | -------- | --------- | ------ | ----- |
| 1949  | 8    | 8        | 0         | 24:2   | 1-е   |
| 1952  | 8    | 8        | 0         | 24:0   | 1-е   |
| 1956  | 11   | 9        | 2         | 30:10  | 3-е   |
| 1960  | 10   | 10       | 0         | 30:5   | 1-е   |
| 1962  | 11   | 11       | 0         | 33:6   | 1-е   |
| 1966  | 11   | 7        | 4         | 29:15  | 3-е   |
| 1970  | 11   | 6        | 5         | 22:16  | 6-е   |
| 1974  | 11   | 8        | 3         | 27:10  | 2-е   |
| 1978  | 9    | 9        | 0         | 27:3   | 1-е   |
| 1982  | 9    | 9        | 0         | 27:2   | 1-е   |
| 1986  | 8    | 7        | 1         | 22:5   | 2-е   |
| 1990  | 7    | 5        | 2         | 18:6   | 3-е   |
| Всего | 114  | 97       | 17        | 313:80 |       |

### Кубок мира
| Год   | Игры | Выигрыши | Поражения | С/П    | Место |
| ----- | ---- | -------- | --------- | ------ | ----- |
| 1965  | 7    | 6        | 1         | 20:8   | 1-е   |
| 1969  | 6    | 4        | 2         | 13:8   | 3-е   |
| 1977  | 8    | 7        | 1         | 23:5   | 1-е   |
| 1981  | 7    | 7        | 0         | 21:2   | 1-е   |
| 1985  | 7    | 5        | 2         | 18:8   | 2-е   |
| 1989  | 7    | 5        | 2         | 16:11  | 3-е   |
| 1991  | 8    | 7        | 1         | 22:4   | 1-е   |
| Всего | 50   | 41       | 9         | 133:46 |       |

### Мировая лига
| Год   | Игры | Выигрыши | Поражения | С/П    | Место |
| ----- | ---- | -------- | --------- | ------ | ----- |
| 1990  | 14   | 8        | 6         | 29:21  | 4-е   |
| 1991  | 18   | 12       | 6         | 46:28  | 3-е   |
| 1992  | 16   | 9        | 7         | 32:28  | 6-е   |
| Всего | 48   | 29       | 19        | 107:77 |       |

### Чемпионаты Европы
| Год   | Игры | Выигрыши | Поражения | С/П    | Место |
| ----- | ---- | -------- | --------- | ------ | ----- |
| 1950  | 5    | 5        | 0         | 15:0   | 1-е   |
| 1951  | 7    | 7        | 0         | 21:0   | 1-е   |
| 1955  | 10   | 7        | 3         | 25:12  | 4-е   |
| 1958  | 11   | 8        | 3         | 29:13  | 3-е   |
| 1963  | 9    | 6        | 3         | 24:16  | 3-е   |
| 1967  | 10   | 10       | 0         | 30:6   | 1-е   |
| 1971  | 6    | 5        | 1         | 15:4   | 1-е   |
| 1975  | 7    | 7        | 0         | 21:3   | 1-е   |
| 1977  | 7    | 6        | 1         | 19:5   | 1-е   |
| 1979  | 7    | 7        | 0         | 21:3   | 1-е   |
| 1981  | 7    | 7        | 0         | 21:3   | 1-е   |
| 1983  | 7    | 7        | 0         | 21:3   | 1-е   |
| 1985  | 7    | 7        | 0         | 21:2   | 1-е   |
| 1987  | 7    | 7        | 0         | 21:5   | 1-е   |
| 1989  | 7    | 5        | 2         | 17:10  | 4-е   |
| 1991  | 7    | 7        | 0         | 21:1   | 1-е   |
| Всего | 121  | 108      | 13        | 342:86 |       |

### Отборочный турнир чемпионата Европы 1991
| Год   | Игры | Выигрыши | Поражения | С/П | Место |
| ----- | ---- | -------- | --------- | --- | ----- |
| 1991  | 3    | 3        | 0         | 9:1 | 1-е   |
| Всего | 3    | 3        | 0         | 9:1 |       |

### Другие турниры
Сборная СССР также становилась победителем крупных международных соревнований, проводимых ФИВБ и национальными федерациями для сильнейших мужских сборных мира: Турнир трёх континентов — 1959, Кубок Японии — 1984, Супер-Топ-4 — 1988 и 1990, Кубок ФИВБ 1985 и 1987. Кроме этого, сборная СССР побеждала на волейбольном турнире Игр доброй воли в 1986 году, а также на организованном Федерацией волейбола СССР Мемориале В. И. Саввина в 1976, 1977, 1978, 1981, 1983, 1985, 1988 и 1989 годах, в котором принимал участие ряд сильнейших национальных команд мира. В 1984 сборная СССР вышла победителем турнира «Дружба»-84, организованного для команд, отказавшихся от участия в Олимпиаде-1984.

## Соперники
В рамках официальных турниров сборная СССР встречалась с национальными командами 42 стран.
| Соперник     | Игр | Выигрышей | Поражений | С/П   |
| ------------ | --- | --------- | --------- | ----- |
| Австрия      | 3   | 3         | 0         | 9:0   |
| Албания      | 2   | 2         | 0         | 6:0   |
| Алжир        | 1   | 1         | 0         | 3:0   |
| Аргентина    | 5   | 4         | 1         | 14:3  |
| Бельгия      | 6   | 6         | 0         | 18:0  |
| Болгария     | 29  | 27        | 2         | 83:20 |
| Бразилия     | 19  | 16        | 3         | 52:16 |
| Венгрия      | 16  | 15        | 1         | 47:5  |
| Венесуэла    | 2   | 2         | 0         | 6:0   |
| Гвинея       | 1   | 1         | 0         | 3:0   |
| ГДР          | 15  | 11        | 4         | 38:16 |
| Германия     | 1   | 1         | 0         | 3:0   |
| Греция       | 5   | 5         | 0         | 15:2  |
| Дания        | 1   | 1         | 0         | 3:0   |
| Египет       | 2   | 2         | 0         | 6:0   |
| Израиль      | 1   | 1         | 0         | 3:0   |
| Испания      | 1   | 1         | 0         | 3:2   |
| Италия       | 21  | 14        | 7         | 49:28 |
| Камерун      | 1   | 1         | 0         | 3:0   |
| Китай        | 12  | 12        | 0         | 36:6  |
| Куба         | 16  | 10        | 6         | 36:20 |
| Ливан        | 1   | 1         | 0         | 3:0   |
| Мексика      | 3   | 3         | 0         | 9:1   |
| Монголия     | 1   | 1         | 0         | 3:0   |
| Нидерланды   | 15  | 11        | 4         | 34:17 |
| Парагвай     | 1   | 1         | 0         | 3:0   |
| Польша       | 32  | 25        | 7         | 85:40 |
| Румыния      | 24  | 18        | 6         | 64:23 |
| США          | 22  | 12        | 10        | 48:38 |
| Тайвань      | 1   | 1         | 0         | 3:0   |
| Тунис        | 6   | 6         | 0         | 18:0  |
| Турция       | 2   | 2         | 0         | 6:0   |
| Финляндия    | 3   | 3         | 0         | 9:1   |
| Франция      | 19  | 19        | 0         | 57:8  |
| ФРГ          | 2   | 2         | 0         | 6:0   |
| Чехословакия | 30  | 22        | 8         | 75:39 |
| Чили         | 2   | 2         | 0         | 6:0   |
| Швеция       | 5   | 4         | 1         | 14:3  |
| Шотландия    | 1   | 1         | 0         | 3:0   |
| Югославия    | 13  | 12        | 1         | 37:14 |
| Южная Корея  | 14  | 14        | 0         | 42:4  |
| Япония       | 32  | 25        | 7         | 84:30 |

## Тренеры
- 1949 — Григорий Ефимович Берлянд
- 1950—1952 — Анатолий Иванович Чинилин
- 1955—1958 — Анатолий Николаевич Эйнгорн
- 1960—1963 — Гиви Александрович Ахвледиани
- 1964—1969 — Юрий Николаевич Клещёв
- 1970—1976 — Юрий Борисович Чесноков
- 1977—1985 — Вячеслав Алексеевич Платонов
- 1986—1989 — Геннадий Васильевич Паршин
- 1990—1992 — Вячеслав Алексеевич Платонов

## Игроки
Всего в составе мужской сборной СССР по волейболу в официальных матчах выступало 136 волейболистов. Полный список смотри в статье  Список игроков мужской сборной СССР по волейболу .